# Balatonfüred-Csopak
Balatonfüred-Csopak (en húngaro Balatonfüred-Csopaki borvidék) es una región vinícola de Hungría situada junto al lago Balatón. Está reconocida oficialmente como una de las 22 regiones vinícolas productoras de vino vcprd del país, y como tal es utilizada como denominación de origen. 

## Variedades
- Recomendadas: Olasz rizling, Chardonnay, Rajnai rizling, Szürkebarát, Ottonel muskotály, Rizlingszilváni.
- Complementarias: Juhfark, Pinot blanc, Zenit, Sauvignon, Tramini, Cabernet franc, Cabernet sauvignon, Kékfrankos, Merlot, Zweigelt.